# 龟纹瓢虫
龟纹瓢虫（学名：Propylea japonica）是鞘翅目瓢虫科的一种昆虫。它以多种害虫为食，包括蚜虫、介壳虫、飞虱、叶蝉和鳞翅目低龄幼虫等。